# Otto Blensdorf
Otto Blensdorf (* 14. November 1871 in Linnich; † 15. Januar 1947 in Bad Godesberg) war ein deutscher Rhythmiker und „Dalcroze-Schüler der ersten Stunde“.

## Leben und Wirken
Otto Blensdorf war Volksschul- und Turnlehrer. Bereits sehr früh erkannte er, der 1906 am ersten Dalcroze-Sommerkurs in Genf teilnahm, die Bedeutung der  „Rhythmischen Gymnastik“ für die Erziehung, „was ihn dazu veranlasste, unter großen Schwierigkeiten gegenüber Schulbehörden und Verwaltung rhythmische Erziehung in bestehende Lehrpläne einzubeziehen“. Ab ca. Mitte der 1920er Jahre gab er den Begriff „Rhythmische Gymnastik“ auf und sprach fortan von „Rhythmik“:
Rhythmische Gymnastik ist ein verfehlter und irreführender Ausdruck, da es eine solche in Fachkreisen nicht mehr gibt.
1906 rief Otto Blensdorf in Elberfeld die erste deutsche Rhythmikschule ins Leben und hielt zahlreiche Rhythmikkurse für Kinder, Jugendliche und Erwachsene, finanziell unterstützt von wohlhabenden Familien sowie freie, staatliche und kirchliche Träger. Ferner unterrichtete er an der Theaterschule des Schauspielhauses Düsseldorf und am Konservatorium in Dortmund. 1926 übersiedelte er mitsamt seiner Schule nach Jena, wo er am Modellversuch des Schulreformers Peter Petersen beteiligt war. Die rhythmisch-musikalische Erziehung war im Lehrplan der „Lebensgemeinschaftsschule“  (siehe „Der kleine Jenaplan“) ein wichtiger Bestandteil.
Zwei Jahre später erfolgte ein erneuter Umzug der „Blensdorf'schen Bewegungs-Schule“ nach Bad Godesberg. Dort lag  ihr Schwerpunkt vor allem auf der Fort- und Weiterbildung von Kindergärtnerinnen, Hortnerinnen und Lehrern. Besonders geschätzt waren die „Bad Godesberger Sommerkurse“, die im August jeden Jahres stattfanden:
Rhythmus und Musik als Erziehungsmittel in Schule und Kindergarten. Ein Weg zu eigenem Schaffen. Leiter: Otto Blensdorf. I. Die Freude an der Form = Nachempfinden und Nachschaffen. a) Metrische Körperschule; b) Rhythmisches Spiel und Kinder-Spiel- und Tanzlieder; c) Bewegungsmäßige Gestaltung rhythmischen und musikalischen Geschehens in Kanon; Lied, alten Tanzformen und kleinen Musikstücken. II. Die Freude an der Formung = Selbstfinden und Selbstschaffen. a) Formung und Gestaltung von Spiel- und Tanzformen und Gruppenspielen aus dem natürlichen Erlebnis und aus den Übungen der Körperschule; b) Einführung in Gehör- und Melodiebildung sowie instrumentale Begleitung (Improvisation) in elementarster Form; c) Musikalische Illustration von Bewegungen und Spielen. d) Selbstanfertigung von Bambusflöten und anderen Instrumenten, ihre Handhabung und ihre pädagogische Anwendung; e) Praktische Übungen mit Kindern verschiedenen Alters.
Otto Blensdorf hatte in Ermangelung brauchbarer Kinderlieder verschiedene Liedersammlungen für die rhythmische Erziehung in Kindergarten und Schule publiziert. Dabei sind seine Lieder ohne das rhythmische Spiel nicht denkbar, zumal das Kinderlied nicht als fertiges Ganzes fungieren soll:
Statt ein Lied zu lehren, sollte es aus dem Erleben heraus entwickelt werden im rhythmischen Spiel, wo das Kind selbst die rechten Bewegungen findet, aus sich selbst über die Sprachmelodie die musikalischen Motive schafft und auch Reime und Verse durch Umschreiben der Handlung improvisiert.
An diesem Zitat wird ersichtlich, dass auch für Otto Blensdorf der breiteste Raum dem rhythmischen Spiel zugedacht wird, an dessen Ende erst ein Lied oder... ein Musikstück für Kinder steht.
Tochter Charlotte sowie Gerda Alexander, Gründerin der Eutonie, arbeiteten  mit ihm eng zusammen. Sein Nachlass befindet sich im Deutschen Tanzarchiv Köln.

## Werke (Auswahl)
- Erziehung zur Selbständigkeit im Gesangsunterricht für Volks- und Höhere Schulen. Elberfeld 1913.
- Praxis der Rhythmil und Körpertechnik in Schule und Haus. I. Teil: Kindergarten und Grundschule. Elberfeld 1923.
- Lustige Kindermusik ohne Gesang für kleine und große Kinder. Elberfeld 1923.
- Singen und Springen in Kindergarten und Grundschule. Heft I: Tierlieder und -spiele. Bad Godesberg 1928.
- Singen und Springen in Kindergarten und Grundschule. Heft II: Das Kind selbst. Bad Godesberg 1928.
- Kinder - Spiel- und Tanzlieder. (7 Hefte), Elberfeld 1920–1928.
- Rhythmische Spiele mit dem Ball. Bad Godesberg o. J.